# Pan Samochodzik i Fantomas
Pan Samochodzik i Fantomas – powieść dla młodzieży autorstwa Zbigniewa Nienackiego, opublikowana w 1973. Powieść wchodzi w skład cyklu Pan Samochodzik, opisującego przygody historyka sztuki - detektywa noszącego to przezwisko.

## Fabuła
Akcja książki rozgrywa się w lipcu 1971 r. we Francji, gdzie Tomasz udaje się, by rozwiązać zagadkę kradzieży dzieł sztuki w zamkach nad Loarą. Obrazy kradzione są zawsze według tego samego schematu - jakiś turysta podaje w wątpliwość oryginalność płótna i rzeczywiście - po odwiezieniu do ekspertyzy okazuje się ono falsyfikatem. Pan Samochodzik odkrywa, że podczas przewożenia dzieła do eksperta wiozący miewają dziwne przygody i na tej podstawie wysnuwa słuszną teorię, że dzieła są zamieniane właśnie wtedy.
Jest to jedyna książka, w której Panu Samochodzikowi nie udaje się złapać przestępcy (Fantomasa).

## Związek z poprzednimi częściami
- W powieści Pan Samochodzik i zagadki Fromborka pan Samochodzik wspomina, że w lipcu ”... zajmowałem się wraz z Karen rozwiązywaniem tajemnic jednego z przepięknych starych zamków nad Loarą”, ale w Fantomasie Karen w ogóle nie występuje, jest tylko w wypowiedziach. Fantomas został napisany po Zagadkach.

## Realia francuskie
- Pod nazwą Zamku Sześciu Dam kryje się zamek Chenonceau, ponoć najczęściej po pałacu wersalskim odwiedzany zamek francuski[potrzebny przypis]. Na mapce po wewnętrznej stronie pomarańczowej okładki z helikopterem w wydaniu z 1978 roku, jest on w samym środku (a nazwy Six Dames brak). Ilustracje, opisy i historia odpowiadają rzeczywistości.

- Nienacki niekoniecznie[potrzebny przypis] był we Francji przed napisaniem powieści. Porte d’Orléans jest bramą tylko z nazwy, Bourg-la-Reine to zaledwie kilka ulic w gęsto otaczających Paryż przedmieściach, Hoteli du Nord jest w Paryżu kilka i jest to zarazem tytuł powieści Eugène’a Dabita z 1929 roku oraz filmu Marcela Carné z 1938; pigeon to „gołąb”, ale przede wszystkim „jeleń”, „frajer” i „naiwniak”. „Boyów w błękitnej liberii” spotyka się tylko w luksusowych hotelach; żaden z istniejących hoteli pod nazwą du Nord nie jest hotelem luksusowym.
- Biorąc pod uwagę rok wydania (1973) oraz opis techniczny samochodu Renault Alpine należącego do madame Eveline, można stwierdzić, że był to model A310.

## Wydania
- I - Wydawnictwo Łódzkie, 1973
- II - Wydawnictwo Łódzkie, 1975
- III - Wydawnictwo Łódzkie, 1978
- V - Wydawnictwo Pojezierze, 1990
- VI - Wydawnictwo Siedmioróg, maj 2008
- Wydawnictwo Edipresse-Kolekcje SA, Warszawa 2015 (w serii: Klub Książki Przygodowej tom 6; ISBN 978-83-7989-752-0)

## Wydania zagraniczne
- Pán Tragáčik a Fantomas, 1986, 2007 - wydania w języku słowackim[1]